# Дэвенпорт, Линдсей
Линдсей Энн Дэвенпорт  (англ. Lindsay Ann Davenport; родилась 8 июня 1976 в Палос-Вердес, США) — американская теннисистка, тренер и телекомментатор. Член Международного зала теннисной славы. Победительница 6 турниров Большого шлема (три в одиночном разряде и три в парном разряде), олимпийская чемпионка 1996 года в одиночном разряде, экс-первая ракетка мира в одиночном и парном разрядах.

## Общая информация
Линдсей — младшая из трёх дочерей Энн и Уинка Дэвенпортов. Вся семья связала свою жизнь с волейболом: отец в 1960-е годы привлекался в национальную команду страны, за которую сыграл в том числе и на Олимпийских играх 1968 года (сборная США нанесла единственное поражение будущему чемпиону сборной СССР, но не попала в число призёров), а также выиграл золото на Панамериканских играх 1967 года; мать, много позже, возглавляла региональную ассоциацию Южной Калифорнии.
Линдсей замужем: в апреле 2003 года она оформила свои отношения с ещё одним бывшем теннисистом Джонатаном Личем (братом Рика Лича); ныне у пары четверо детей — сын Джаггер Джонатан (род. 2007) и дочери Лорен Эндрюс (род. 2009), Кайя Эмори (род. 2012) и Хэвен Мишель (род. 2014).
Американка в теннисе с пяти лет. Сильные элементы игры — подача, игра на задней линии; проблемный момент — скорость передвижения по корту.

## Теннисная карьера
Юниорские годы
Линдсей уже в юниорские годы выделялась и в национальном и мировом теннисе: уже в 1991 году ей покорился национальный чемпионат страны среди старших юниоров, а годом спустя Дэвенпорт заметно прибавила и на международном уровне, добившись нескольких финалов на турнирах Большого и выиграв три титула: на хардовых соревнованиях серии — в Австралии, вместе с Николь Лондон, ей покорился парный турнир, а в США Линдсей удалось стать абсолютной чемпионкой соревнования. Не самая лучшая координация движений, связанная с продолжавшимся в этот период ростом, не помешала в тот период неплохо сыграть и на грунтовом соревновании серии: в одиночном соревновании на Ролан Гаррос американка добралась до полуфинала, а в паре, вместе с Чандой Рубин, сыграла в титульном матче.
Первые годы в протуре
Успехи в юниорском туре позволили Дэвенпорт уже в 1991 году получить несколько возможностей сыграть в домашних соревнованиях тура WTA, а также попробовать себя в основной сетке американского турнира Большого шлема. Не всё получалось сразу, но Линдсей удалось одержать несколько побед над игроками второй сотни. Через год опыты продолжились и к концу мая Дэвенпорт, постепенно накапливая рейтинговые очки, смогла подняться во вторую сотню классификации и попробовать себя в отборе на Открытый чемпионат Франции. Осенью ей предоставилась ещё одна возможность сыграть в основе Открытого чемпионата США, которую удалось реализовать в первый выигранный матч на подобном уровне: 16-летняя спортсмена справилась с тогдашней 46-й ракеткой мира Яюк Басуки. В 1993 году Дэвенпорт полностью переключилась на соревнования протура, впервые сыграв на всех турнирах Большого шлема и заметно прибавив в рейтинге: где-то её успехам потворствовала посильная сетка, а где-то молодой талант находил в себе силы справляться с лидерами тура: в Индиан-Уэлсе Линдсей справилась с тогдашней 30-й ракеткой мира Брендой Шульц, а неделю спустя была одержана первая победа над игроком топ-10 — в Делрей-Бич была обыграна тогдашняя пятая ракетка мира Габриэла Сабатини. Качество результатов уже в первой половине года выросло настолько, что американка вошла и закрепилась в топ-30, а в конце мая и выиграла первый титул — на грунте в швейцарском Люцерне, переиграв в финале австралийку Николь Провис. Прогресс Дэвенпорт был отмечен и тренерским штабом сборной страны в Кубке Федерации, в июле впервые задействовавшим юную соотечественницу в играх в этом турнире. Стабильные выступления продолжились и во второй половине сезона, позволив Линдсей закончить сезон в первой двадцатке классификации.
Несколько быстрее, чем в одиночном разряде, рос и парный рейтинг американки: в феврале 1992 года, вместе с Кэти Шлюкбир, она единственный раз победила на соревновании тура ITF — в Ки-Бискейне; в сентябре Линдсей дебютировала на соревнованиях Большого шлема: на Открытом чемпионате США, до и после которого были заработаны два полуфинала на небольших турнирах WTA дома, каждый раз играя вместе с Чандой Рубин. Годом спустя удалось начать регулярно выигрывать матчи и на более крупных турнирах, а в мае пришёл и первый финал на соревнованиях тура ассоциации — в швейцарском Люцерне, где Дэвенпорт, вместе с Мариэнн Вердель, уступила альянсу Мэри-Джо Фернандес / Хелена Сукова.
1994—97
Через год уровень результатов удалось не только подтвердить, но и заметно улучшить: к концу сезона американка пробивается в топ-10 классификации и закрепляется там. Слагаемыми успеха стали два, пусть и небольших, титула, а также стабильно качественные выступления на самых крупных соревнованиях: на турнирах Большого шлема Дэвенпорт смогла дважды пробиться в четвертьфинал, а также записала на свой счёт полуфинал на крупном призе в Майами и финал на Итоговом чемпионате тура в Нью-Йорке. Яркий всплеск не продолжился столь же стремительно и в 1995 году: Линдсей чуть отступила во вторую десятку классификации, постепенно вновь улучшая свои позиции. Регулярная игра с более опытными соперницами позволила ей шлифовать недостатки в своих действиях на корте и прибавлять в результативности своих матчей с самыми статусными соперницами; ряд заметных успехов пришёлся на вторую половину лета 1996 года, когда Дэвенпорт сначала выиграла олимпийский теннисный турнир в Атланте, а затем с шестой попытки одолела тогдашнего лидера рейтинга Штеффи Граф. Первого выхода хотя бы в полуфинал на турнирах Большого шлема, впрочем, пришлось ждать ещё год: лишь осенью 1997 года американка впервые смогла выиграть сразу пять матчей в основной сетке на соревнованиях серии — на Открытом чемпионате США. Параллельно заработанные сразу восемь финалов на средних и крупных соревнованиях тура (где было взято шесть титулов), позволили американке существенно сократить своё отставание от лидеров и завершить сезон третьей ракеткой мира.
В паре в этот период удалось достичь первой строчки рейтинга. В 1994 году, отыграв большую часть сезона вместе с Лизой Реймонд, Линдсей впервые закончила год в топ-10, выиграв дебютные титулы на соревнованиях ассоциации. На Открытом чемпионате Франции Дэвенпорт и Реймонд впервые пробились в финал на турнире Большого шлема, где уступили Джиджи Фернандес и Наталью Звереву. Через год сотрудничество успешно продолжилось, однако локальные пропуски Лизы, позволили Линдсей чаще играть и самые крупные турниры в одной команде с другими партнёршами: так на всё том же Открытом чемпионате Франции Дэвенпорт добралась до полуфинала с не блиставшей в тот период Николь Арендт. Осенью Линдсей попробовала играть с Мэри-Джо Фернандес, а в межсезонье договорилась с ней и о полноценном сотрудничестве. Ход дал вполне качественные результаты: альянс добился пяти финалов, где взял четыре титула, в том числе дважды добравшись до решающих игр на турнирах Большого шлема (а на Ролан Гаррос принеся Дэвенпорт первый титул на соревнованиях серии) и выиграв Итоговый турнир. Годом спустя основной партнёршей американки выступила уже чешка Яна Новотна, с которой Линдсей выиграла четыре титула (включая Открытый чемпионат США и Итоговый); также Линдсей на несколько турниров возобновила сотрудничество с Реймонд, дойдя с ней до финала на Открытом чемпионате Австралии; и провела ряд соревнований с Натальей Зверевой и Мартиной Хингис, договорившись с белорусской спортсменкой о полноценном сезоне вместе год спустя.
1998—2000
Через год к лидерству в рейтинге были сделаны и последние шаги: выиграв два десятка матчей на турнирах Большого шлема, американка к концу года, наконец, оказалась достаточно готова и к первому финалу — переиграв в полуфинале домашнего турнира серии Винус Уильямс, она затем и сходу выиграла свой первый титульный матч на подобном уровне, справившись с Мартиной Хингис. Швейцарка, впрочем, отыгралась в конце года, когда нанесла Дэвенпорт второе в её карьере поражение в финале Итоговом чемпионате тура, но лишь сократила своё отставание от американки в классификации, во главе которой Линдсей утвердилась в середине октября. В целом сезон-1998 принёс Дэвенпорт десять финалов, где ей удалось взять шесть титулов (в том числе трижды за пять встреч обыграв швейцарку). На следующий сезон соотношение сил мало поменялось — американка и швейцарка вновь возглавили рейтинг по итогам года, но Мартина в этот раз оказалась куда стабильнее, опередив Линдсей более чем на тысячу зачётных пунктов. Дэвенпорт, впрочем, провела весьма результативный год, отметившись семью титулами, в число которых вошла победа на Уимблдоне (где Дэвенпорт в финале оказалась сильнее Штеффи Граф, вскоре после этого завершившую карьеру) и титул на Итоговом турнире (где в финале Линдсей отыгралась за прошлогоднее поражение у Хингис).
В год восхождения на вершину в одиночном разряде разряде американка провела и свой лучший сезон в паре, сыграв вместе с Натальей Зверевой в финалах всех пяти крупнейших соревнований года, но выиграв лишь очередной титул на Итоговом призе. Камнем преткновения для альянса стала Мартина Хингис, нанёсшая им все шесть поражений в титульных матчах того года: четырежды — вместе с Яной Новотной и ещё пару раз вместе с Мирьяной Лучич. Ближе всего к успеху в этих играх Зверева и Дэвенпорт были на Уимблдоне, где уступили игру лишь в затяжной концовке третьей партии. Годом спустя альянс отыграл вместе лишь несколько месяцев, дополнив свою серию финалов против швейцарки пятым подряд поражением (в Австралии Мартина играла вместе с Анной Курниковой). Весной, в ходе грунтового отрезка, американка почти не играла в паре и лишь на Открытом чемпионате Франции договорилась о совместных выступлениях с Мэри Пирс, добравшись затем там до полуфинала. С травяного сезона Линдсей вновь вернулась к более частым выступлениям, выбрав для сотрудничества чуть болею юную, чем она сама, соотечественницу Корину Морариу. Уже первый совместный турнир в этом цикле позволил Дэвенпорт наконец не только добраться до финала соревнования серии Большого шлема, но и наконец-то выиграть титул, переиграв альянс Елена Татаркова / Мариан де Свардт. В дальнейшем результаты пары были скромнее, но к концу сезона альянс смог набрать достаточную сумму очков, чтобы отобраться на финальное соревнование, пробившись там в полуфинал. В августе Корине и Линдсей удался и ещё один значимый результата — в финале Сан-Диего они нанесли единственное в протуре поражение в подобных играх сёстрам Уильямс.
| раунд      | Австралия                             | Австралия     | Франция                                | Франция   | Уимблдон                           | Уимблдон      | США                                      | США      |
| раунд      | Соперницы                             | Счёт          | Соперницы                              | Счёт      | Соперницы                          | Счёт          | Соперницы                                | Счёт     |
| ---------- | ------------------------------------- | ------------- | -------------------------------------- | --------- | ---------------------------------- | ------------- | ---------------------------------------- | -------- |
| 1 раунд    | Вираг Чурго Каталин Мароши-Аракама    | 6-2, 6-2      | Джулия Паллин Лорна Вудрофф            | 6-2, 6-2  | Руксандра Драгомир Ива Майоли      | 3-1 — отказ   | Инес Горрочатеги Мириам Ореманс          | 6-3, 6-1 |
| 2 раунд    | Магдалена Гжибовская Генриета Надьова | 6-2, 1-6, 6-1 | Тина Крижан Катарина Среботник         | 6-4, 6-1  | Эми Фразье Кэти Шлюкбир            | 6-1, 4-6, 6-3 | Эрика де Лоун Николь Пратт               | 6-3, 6-3 |
| 3 раунд    | Руксандра Драгомир Ива Майоли         | 6-1, 6-1      | Мариан де Свардт Дебби Грэм            | 6-1, 6-2  | Флоренсия Лабат Доминик ван Рост   | 6-3, 6-2      | Мэри-Джо Фернандес Аранча Санчес Викарио | 6-4, 6-3 |
| 1/4 финала | Наоко Кидзимута Нана Мияги            | 6-1, 6-0      | Барбара Шетт Патти Шнидер              | 6-4, 7-5  | Кэтрин Барклей-Рейтц Кэрри-Энн Гюс | 6-4, 6-2      | Михо Саэки Юка Ёсида                     | 6-1, 6-1 |
| 1/2 финала | Кончита Мартинес Патрисия Тарабини    | 6-3, 6-1      | Анна Курникова Лариса Савченко-Нейланд | 6-3, 6-2  | Мариан де Свардт Дэбби Грэм        | 6-3, 6-0      | Вирхиния Руано Паскуаль Паола Суарес     | 6-2, 6-4 |
| Финал      | Мартина Хингис Мирьяна Лучич          | 4-6, 6-2, 3-6 | Мартина Хингис Яна Новотна             | 1-6, 6-74 | Мартина Хингис Яна Новотна         | 3-6, 6-3, 6-8 | Мартина Хингис Яна Новотна               | 3-6, 3-6 |

В 2000 году американка и швейцарка продолжили свою борьбу во главе рейтинга, несколько раз сменяя друг друга. Мартина, однако, вновь была куда стабильнее, завершив сезон с солидным преимуществом; Линдсей, начав год с титулов на крупных турнирах в Мельбурне и Индиан-Уэлсе, в дальнейшем не смогла поддерживать заданный темп, из-за локальных проблем со здоровьем пропустив почти весь грунтовой сезон (в ходе которого сыграв лишь на двух турнирах, где был выигран только один матч). В дальнейшем результаты постепенно вернулись на пиковый уровень, но американка ещё несколько раз покидала соревнования раньше времени по медицинским показаниям: недоиграв крупный турнир в Канаде и Олимпиаду в Сиднее. Два финала на турнирах Большого шлема — на Уимблдоне и Открытом чемпионате США — позволили Дэвенпорт заметно сократить отрыв от швейцарки и взобраться на вторую строчку рейтинга. В паре в том сезоне продолжилось сотрудничество с Морариу, но партнёрша продержалась в строю лишь несколько месяцев, а без неё Линдсей уже не имела прежней мотивации играть много турниров в этом разряде. Короткий отрезок вместе принёс полуфинал на Открытом чемпионате Австралии и титул на крупном турнире в Индиан-Уэлсе, где в полуфинале была одержана редкая победа над Мартиной Хингис, игравшая там в паре с Мэри Пирс. Без Морариу Дэвенпорт до конца года добилась одного финала — вместе с Анной Курниковой уступив в финале в Сан-Диего.
2001—03
На следующий сезон лидирующая группа рейтинга изменила свой состав: Хингис заметно сбавила свои результаты, к концу октября расставшись с первой строчкой, а в итоге опустившись на четвёртое место. Линдсей, хоть и провела очень стабильный сезон — ни разу за год не уступив ранее четвертьфинала, вновь оказалась подвержена травмам, стоивших ей полного пропуска грунтового сезона и снятия с финала Итогового соревнования. Неудачи былых фаворитов позволили подобраться к лидирующей группе другим теннисисткам, где результативнее прочих оказались ещё две американки: Дженнифер Каприати и Винус Уильямс, на двоих взявших все четыре титула на соревнованиях серии Большого шлема в том сезоне. Каприати также стала осенью первой теннисисткой за 237 недель, сместившей дуэт Дэвенпорт — Хингис с первой строчки рейтинга. Линдсей, впрочем, вернула себе первую строчку по итогам календарного года, отыграв потери на грунте и турнирах Большого шлема большей стабильностью на соревнованиях двух старших категорий регулярного тура.
Лечение травмы, усугублённой на мюнхенском итоговом соревновании, затянулось, и в строй Дэвенпорт вернулась лишь в июле 2002 года. Быстро найдя былую игровую форму, американка смогла до конца сезона добиться четырёх финалов (ни один из которых, впрочем, не принёс ей титула) и итогового 12-го места в рейтинге, позволившего её в седьмой раз подряд сыграть на Итоговом турнире. Единственное участие в турнире Большого шлема — на Открытом чемпионате США — завершилось в полуфинале, где Дэвенпорт не смогла справиться с тогдашним лидером рейтинга Сереной Уильямс. Годом спустя столь серьёзных пропусков уже не было, но снятия по медицинским причинам время от времени продолжались, что влияло на процесс набора формы и качественную составляющую результатов американки в том сезоне: в итоге Дэвенпорт смогла подтянуться на пятую строчку рейтинга, но более чем вдвое уступила паре бельгийских теннисисток, с небольшой разницей возглавивших классификацию. Сам год принёс шесть финалов, но лишь один выигранный титульный матч, а лучшим турниром Большого шлема вновь стал Открытый чемпионат США, где американка в шестой раз за семь лет добралась до полуфинальной стадии, уступив на этот раз Ким Клейстерс.
Парные выступления в этот период заметно снизили свою интенсивность — за три года Дэвенпорт сыграла лишь на четырёх турнирах Большого шлема, трижды пробиваясь в полуфинальную стадию и один раз сыграв в титульной игре (вновь вместе с Морариу — на этот раз в Австралии). Корина, впрочем, также не отличалась крепким здоровьем и с осени 2001 года, когда у Линдсей возникала потребность активно играть парные состязания её напарницей выступала Лиза Реймонд, возрождённый союз с которой принёс девять финалов, где были взяты шесть титулов; в 2003 году американки даже отыграли вместе полноценный сезон, что позволило Линдсей впервые за четыре года закончить год в топ-10.
2004—06
В 2004 году Дэвенпорт вернула себе лидерство в рейтинге, воспользовавшись травмами части своих прошлогодних соперниц и недостаточной стабильностью нового пополнения в группе лидеров: былые соперницы — Энен-Арденн, Клейстерс и сёстры Уильямс — в тот период больше лечились и были далеки от своей оптимальной формы, а несколько россиянок, влившихся в том сезоне в лидирующую группу, были слишком нестабильны в решающих матчах, теряя драгоценные очки в матчах даже с заметно менее рейтинговыми соперницами. В итоге удачно составив свой календарь (в том числе отказавшись от участия в Олимпиаде), Линдсей к середине октября смогла вновь взобраться на первую строчку классификации. Постепенно возвращающаяся былая уверенность в своих силах сказалась на результатах американки в финалах в том сезоне, где она одержала семь побед в девяти титульных матчах. На турнирах Большого шлема удалось провести лучший сезон за четыре года, но пиковыми результатами стали лишь два полуфинала и трижды американка уступала будущим чемпионкам.
Годом спустя Линдсей сохранила свою лидирующую позицию, лишь несколько раз ненадолго уступая её Марии Шараповой. Сам сезон принёс десять финалов, где было взято шесть титулов; впервые за пять лет в этот список попали и два титульных матча на соревнованиях Большого шлема — в Австралии и на Уимблдоне, где Дэвенпорт уступала в решающем сете сначала одной, а затем другой сестре Уильямс. Сезон, впрочем, содержал не только спортивные успехи неудачи — летом дали о себе знать проблемы со спиной, из-за которых пришлось пропустить несколько недель. В 2006 году проблемы усугубились — сыграв на старте сезона три турнира, Дэвенпорт на несколько месяцев покинула протур, пропустив грунтовый и травяной отрезок календаря. Вернувшись в строй в августе, американка сыграла до конца пять соревнований, добившись одного финала — в Нью-Хейвене, где не смогла доиграть титульный матч из-за болей в плече.
Парные выступления в этот период ещё больше снизили свою интенсивность, а основными напарницами Дэвенпорт выступали всё те же Реймонд и Морариу, сотрудничество с которыми принесло ещё несколько финалов на соревнованиях протура, включая последний титульный матч на соревновании Большого шлема: на наиболее удачном для Дэвенпорт Открытом чемпионате Австралии — в 2005 году, но и шестой финал в Мельбурне вновь обернулся поражением.
Последние годы в качестве игрока
В начале 2007 года Линдсей взяла ещё одну паузу в выступлениях, родив в начале июня своего первенца — сына Джаггера Джонатана, а уже в августе вернувшись к выступлениям — сначала в паре, а затем и в одиночном разряде, где осенью сыграла три небольших турнира, выиграв в них два титула и один раз проиграв в полуфинале. В 2008 году выступления продолжились: Дэвенпорт выиграла ещё два небольших турнира, в марте добилась четвертьфинала и четвёртого круга на связке домашних супертурниров в Индиан-Уэлсе и Майами, но постепенно вновь стали давать о себе знать различные проблемы со здоровьем, и взяв в середине апреля очередную паузу в выступлениях американка до конца сезона сыграла лишь два турнира в одиночном разряде — Уимблдон и Открытый чемпионат США, после чего фактически завершила свою игровую карьеру в одиночном разряде.
Небезуспешен был сезон-2008 для Дэвенпорт и в парных состязаниях: вместе с Реймонд она победила на небольшом турнире в Мемфисе в феврале, а в августе, уже вместе с Лизель Хубер, приняла участие в Олимпийском турнире, где уступила в четвертьфинале Анабель Медине Гарригес и Вирхинии Руано Паскуаль. Далее последовал значительный пропуск турниров, но не полное окончание игровой карьеры — между рождениями второго и третьего ребёнка американка какое-то время активно играла показательные турниры, а летом 2010 года даже вернулась на несколько соревнований в протур — сначала сыграв турнир в миксте на Уимблдоне, а затем, вместе с Хубер, отыграв связку соревнований ассоциации на западном побережье США, где даже смогла выиграть один титул — в шестой раз покорив приз в Станфорде.
Турниры в миксте
Успешно выступая в парном разряде, американка не забывала участвовать и в соревнованиях среди смешанных дуэтов, в 1992—2010 годах сыграв 14 соревнований Большого шлема, где шесть раз добралась до полуфинальной стадии (из которых пять пришлись на британское соревнование серии, а ещё пять — на сотрудничество с канадцем Грантом Коннеллом). Ближе всего американка была к титульному матчу на Уимблдоне-1997, где единственный раз за всё время смогла выиграть на этой стадии партию.
Сборная и национальные турниры
Линдсей активно играла за команду своей страны во многих командных и национальных соревнованиях. В матчевой встрече Кубка Федерации она впервые приняла участие вскоре после своего семнадцатилетия и за следующие шестнадцать лет сыграла в этом турнире 36 игр, уступив лишь в трёх из них (каждый раз — в паре). Американки в этот период пять раз добирались до финала и трижды выигрывали титул. В 2005 году, сыграв в кубке впервые за три года, Дэвенпорт стала первой представительницей сборной США, принявшей участие как минимум в десяти розыгрышах соревнования. Семью годами ранее Линдсей приняла участие в самой крупной в истории американской команды победы во встрече турнира — в четвертьфинале Мировой группы против сборной Нидерландов Дэвенпорт и её сокомандницы уступили европейкам лишь пятнадцать геймов и ни одного сета за пять матчей. Также на счету американки есть игры за национальную команду в Кубке Хопмана, где она трижды принимала участие и выиграла один титул: в 2004 году, когда Линдсей и Джеймс Блейк справились в финале со сборной Словакии, сломив сопротивление Даниэлы Гантуховой и Кароля Кучеры в решающем миксте.
На счету Дэвенпорт также три участия в олимпийских теннисных турнирах: в 1996 и 2000 годах она сыграла в одиночном соревновании, а в 2000 и 2008 годах — в паре. Наиболее удачен был дебют в турнире: в Атланте Линдсей за шесть матчей уступила лишь один сет и, переиграв в финале Аранчу Санчес Викарио, завоевала для американской команды вторые подряд золотые медали в этом виде программы.
Последующие годы
Многочисленные паузы в последний период своей игровой карьеры позволили американке регулярно появляться в эфирах различных англоязычных теннисных трансляций в качестве эксперта и комментатора. Эта деятельность и предыдущий игровой опыт позволили Дэвенпорт, со временем, попробовать себя и в ещё одной ипостаси: в конце 2014 года её привлекла в свою тренерскую команду соотечественница Мэдисон Киз.

## Выступления на турнирах
- бывшая первая ракетка мира в одиночном и парном разрядах
- победительница шести турниров Большого шлема (по три раза в одиночном и парном разрядах)
- олимпийская чемпионка в одиночном разряде
- победительница четырёх Итоговых турниров WTA (один — в одиночном разряде)
- победительница 93 турниров WTA (55 — в одиночном разряде)
- трёхкратная обладательница Кубка Федерации (1996, 1999—2000) и Кубка Хопмана (2004) в составе национальной сборной США
- победительница трёх юниорских турниров Большого шлема (один — в одиночном разряде).